# Phryxe bombycivora
Phryxe bombycivora là một loài ruồi trong họ Tachinidae.